# Hanxleden (Adelsgeschlecht)

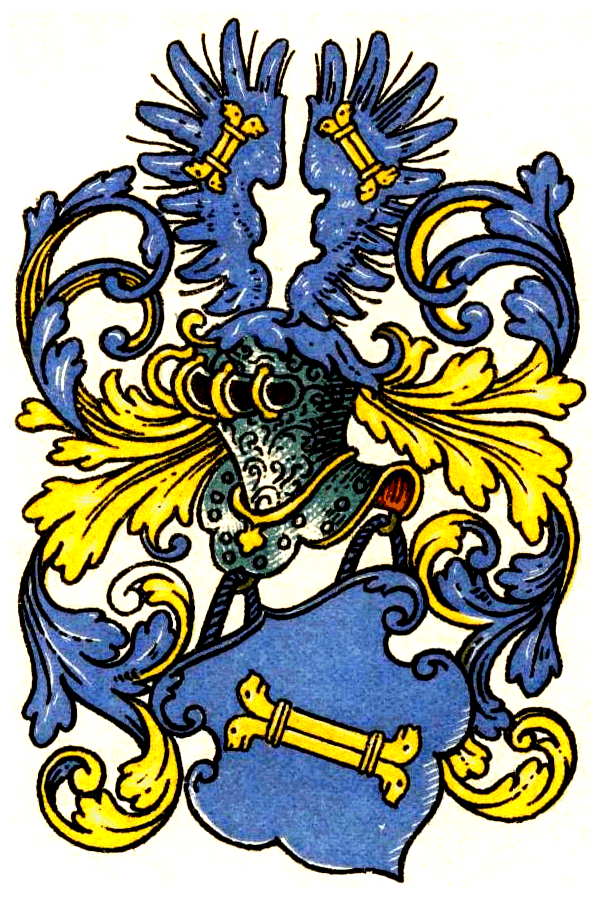
Wappen derer von Hanxleden

Hanxleden (auch Hunxler oder Hangelscke) ist der Name eines alten westfälischen Adelsgeschlechts, dessen Stammsitz Hanxleden heute ein Ortsteil von Schmallenberg im Hochsauerlandkreis ist.
Im 14. und 15. Jahrhundert stellte das Geschlecht über vier Generationen den Amtmann von Fredeburg. Im Rahmen der Soester Fehde stellten sich die Brüder Hunold und Goddert als klevisch-märkische Amtleute von Fredeburg und Bilstein zwar zunächst gegen den Erzbischof von Köln, lösten den Konflikt für ihren Verantwortungsbereich aber schon 1445, lange vor Ende des Krieges, auf diplomatischem Wege. In der Folge war das Haus Hanxleden im Raum Fredeburg/Bilstein allerdings nicht mehr nachweisbar und zerstreute sich auf fünf Linien, drei im kurkölnischen Westfalen und zwei im Herzogtum Jülich-Berg. Die letzte westfälische Linie erlosch 1771. Ein bis heute bestehender Zweig kam 1614 nach Hessen (Wasserschloss Gershausen).

## Geschichte

### Stammlinie
Siegfried von Hanxleden (* um 1180; † nach 1279) lebte als Ritter in Hanxleden und nahm von 1217 bis 1221 am Kreuzzug von Damiette teil. Nach seiner Rückkehr stiftete er mit seinem Nachbarn, dem Herrn von Sögtrop, auf der gemeinsamen Gutsgrenze eine Kirche nebst einer Pfarrstelle, aus der sich der Ort Kirchrarbach entwickelte.
Albert von Hanxleden (* um 1200), wurde um 1216 erwähnt und war möglicherweise sein Sohn.
Johann I. von Hanxleden (* um 1260) wurde 1326 erwähnt und war möglicherweise ein Enkel Albert von Hanxledens.
Goddert I. von Hanxleden (* um 1290) wurde 1327–1358 erwähnt (erste urkundliche Erwähnung 1327 als Godefridus de Hangeslede). Er war arnsbergischer Burgmann zu Grevenstein, Fredeburg und Schwarzenberg sowie Gograf zu Attendorn. Burg Schwarzenberg war ab 1301 in Kooperation der Grafen von Arnsberg und von der Mark erbaut und von beiden genutzt worden, wobei von märkischer Seite ab 1343 Gerhard von Plettenberg als Lehensnehmer eingesetzt war. Seinen Sohn Johann verheiratete Goddert um 1335–1340 mit einer Frau aus dem Haus Plettenberg. Goddert kaufte 1329 das an der Grenze zur noch freundlich gesinnten Grafschaft Mark gelegene Eisborn von seinem „Blutsfreund“ Lubbert von Binolen und seiner Frau Richtmoth. Um 1335 heiratete er Cunigunde von Binolen, offenbar in zweiter Ehe. 1352 kam es zur Fehde zwischen den beiden an Burg Schwarzenberg beteiligten Parteien. Graf Engelbert III. von der Mark vertrieb die Arnsberger Burgbesatzung, zerstörte das Arnsberger Burghaus auf Schwarzenberg und ließ an der Grenze zu Eisborn durch Gerhard von Plettenberg Burg Klusenstein erbauen, welche von Gottfried IV. (Arnsberg) vergeblich belagert wurde.
Johann II. von Hanxleden (* 1315; † nach 1374) war arnsbergischer Amtmann und Burgmann zu Fredeburg. Er war verheiratet mit Catharina von Plettenberg (* ca. 1315). Nachdem Graf Engelbert III. von der Mark 1366 Arnsberg eingeäschert hatte, musste Graf Gottfried IV. von Arnsberg das Land Fredeburg und die Herrschaft Bilstein 1366 an die Grafschaft Mark abtreten. Johann war von da an klevisch-märkischer Amtmann. Allerdings erhoben die Erzbischöfe von Köln mit dem Erwerb der Grafschaft Arnsberg im Jahre 1368 Ansprüche auf das Gebiet.
Goddert II. von Hanxleden (* um 1340; † 1410) heiratete um 1370 Catharina von Hatzfeld zu Wildenburg. Er war kölnisch-westfälischer Burgmann zu Grevenstein und Fredeburg, dann auch Drost zu Nyle (heute zu Roermond) im Herzogtum Geldern unter der Herrschaft des Hauses Jülich-Heimbach. Er scheint sich demnach bester Beziehungen zu den Herrschern des benachbarten Herzogtums Berg befleißigt zu haben. Auch die Gemahlin seines Sohnes Goddert wählte er aus dem Umfeld des Hauses Jülich-Heimbach.
Die Ämter Fredeburg und Bilstein wurden nach seinem Tode auf seine beiden Söhne Hunold und Godderts III. aufgeteilt. Im Rahmen der Soester Fehde widersetzten sich die beiden Hochbetagten als klevisch-märkische Amtleute Kurköln nur in der Anfangsphase, schlossen aber schon 1445 einen Separatfrieden. In der Folge konnten sich die von Hanxleden allerdings im Raum Fredeburg und Bilstein nicht mehr halten. Die Nachkommen von Hunold und Goddert III. ließen sich teils in den nördlicheren Gebieten des Sauerlands, teils im Einflussbereich des Hauses Jülich-Heimbach nieder.
- Hunold von Hanxleden zu Fredeburg und Eisborn (* 1374; † 1452), 3. Sohn von Goddert II. und Catharina, war Amtmann zu Fredeburg und erhielt 1410 vom Kölner Kurfürsten die Anregung, die Burg Bödefeld zu bauen. Der Bau erfolgte zwischen 1425 und 1428. Nachdem er sich dem Kölner Erzbischof unterworfen hatte, gewährte dieser der Herrlichkeit Fredeburg die Anerkennung ihrer Rechte. Er war in erster Ehe mit Beleke von Hückelheim, Tochter von Johann von Hückelheim[4], Herr zu Hückelheim und Laer, und in zweiter Ehe mit Gertrud von der Elpe verheiratet. 1452 starb er und wurde in der Stiftskirche St. Walburga in Meschede begraben.
  - Johann III. von Hanxleden (* ca. 1410; † 1486), zweiter Sohn Hunolds und Belekes, Begründer der Linie zu Körtlinghausen und Ostwig, siehe unten
  - Dietrich von Hanxleden (* um 1431), Sohn aus der zweiten Ehe Hunolds von Hanxledens mit Gertrud von der Elpes, Begründer der Linie zu Bödefeld, siehe unten
- Goddert III. von Hanxleden (* um 1376; † nach 1445), 4. Sohn von Goddert II. und Catharina, war Miles zu Fredeburg, Amtmann zu Bilstein und Drost zu Nyle. 1445 kam der Erzbischof mit der Besatzung der Burg Bilstein und der zugehörigen Gemeinde überein, dass das Gebiet an das Erzstift fallen sollte, falls der Herzog von Kleve die Burg nicht fristgemäß auslösen sollte. Goddert heiratete 1403 Irmgard von Kalkum genannt Leuchtmar. Ihre Söhne waren:
  - Godert von Hanxler heiratete am 30. Mai 1432 Elisabeth von Langel, Begründer der gleichnamigen Nebenlinie im Herzogtum Jülich-Berg zu Müllenark, siehe unten.
  - Johann von Hanxlede zu Eisborn (* 1410; † 1487), heiratete 1435 die zehnjährige Catharina de Mentzingen (* 1425; † 1472), Tochter des Ulrich von Mentzingen, welcher eine Linie derer von Mentzingen mit Diensten und Besitzungen am Niederrhein begründete, bei den Herzögen von Berg und den Grafen von Moers.
    - Franz von Hanxleden, Begründer der Linie zu Eisborn, siehe unten.
    - Godard/Gottfried von Hanxler († um 1530), Begründer der Linie zu Gangelt, siehe unten.

### Hanxleden zu Körtlinghausen und Ostwig (erloschen)
- Johann III. von Hanxleden (* ca. 1410; † 1486), zweiter Sohn Hunolds und Belekes, war Herr auf Körtlinghausen und in Kallenhardt sowie Drost in Brilon. Um 1448 heiratete er Margarethe von Hatzfeld.
  - Wigand von Hanxleden (* um 1440; † 1501) war 1483 Herr in Kallenhardt, Drost zu Erwitte und kurkölnischer Rat. Seine Frau war Elisabeth von Hörde.
    - Johann IV. von Hanxleden (* um 1477; † um 1560), Herr zu Körtlinghausen heiratete Elisabeth von Kettler, Erbin der Kettelburg und des Rittergutes Herdringen. Er ließ dort um 1501 auf einer künstlichen Insel südlich der Vorburg der inzwischen verfallenen Kettelburg den Hanxledenschen Gräftenhof errichten. Im Jahr 1536 verpfändete die Grafschaft Waldeck den Assinghauser Grund an Hanxleden. Die Pfandschaft endete fünfzehn Jahre später.[5]
      - Wigand II. von Hanxleden (* um 1504; † 1576), Herr zu Körtlinghausen und Herdringen, war seit 1543 verheiratet mit Gertrud von Schorlemer. Das Paar hatte sieben Kinder.
        - Georg Rombert von Hanxleden (* um 1540; † 1609) ihr ältester Sohn, war 1562 Marschall des Deutschen Ordens in Marburg, 1581 Komtur in Ootmarsum und 1582 Landkomtur der Deutschordensballei Westfalen.
          -             - Elisabeth von Hanxleden, Tochter aus Georg Romberts Verbindung mit Walburga auf der Ham, heiratete 1599 in Mülheim an der Möhne den Rentmeister zu Bilstein, Ludwig von Stockhausen.

      - Johann von Hanxleden zu Anröchte, Begründer der Linie zu Ostwig, übernahm 1539 das Gut Haus Ostwig, heute Ortsteil der Gemeinde Bestwig. Die Familie hatte dort ihren Wohnsitz und baute das Haus im 17. Jahrhundert zu einem repräsentativen Herrensitz aus. 1771 erlosch die Ostwiger Linie der Hanxleden und der Besitz ging an die Familie der Freiherrn von Lüninck über.[6]

### Hanxleden zu Bödefeld (erloschen)
Dietrich von Hanxleden (* um 1431), Sohn aus der zweiten Ehe Hunolds von Hanxledens mit Gertrud von der Elpes, erbte die Burg Bödefeld und heiratete um 1470 Anna von Bruch.
Ihr Nachfahre Johann von Hanxleden war der letzte Ritter auf der Burg. Um 1540 gründete er den Ort „Lichtenscheid“, heute Altastenberg, Ortsteil von Winterberg, in dem er dort Köhler und Hirten ansiedelte. Dadurch geriet er in Konflikt mit den Bürgern von Winterberg, die das Land für sich beanspruchten. Das Gebiet war bis zum Ende der kurkölnischen Herrschaft dem Grafen von Waldeck abgabenpflichtig.
Johann hatte eine Tochter Anna und einen illegitimen Sohn Jürgen. Nach seinem Tode ging das Burglehen um 1550 an die Familie seines Schwiegersohnes, die Ritter von Dersch, über.

### Hanxler zu Müllenark (Auszug)
Godert von Hanxler, heiratet 30. Mai 1432 Elisabeth von Langel, erwirbt so die Hälfte von Gut Müllenark. Er ist der Begründer der Nebenlinie von Hanxler, auch von Hansseler oder von Henseler im Herzogtum Jülich-Berg. – Vorfahren siehe oben
- Diederich von Hanxler, kommt 1466 in den Besitz von Gut Müllenark, heiratet Engel von Calcum.
  - Godart von Hanxler erwirbt 1531 von Wilhelm von Wachendorf die andere Hälfte des Gutes.
    - Gerhard von Hanxler auf Gut Müllenark, heiratet 1537 Anna von Jülich-Berg, das Erbe geht über Tochter Catharina an Reinhard von Mirbach zu Immendorf[8].
- Stefan von Hanxler heiratet Christina von Aldendorp im Amt Blankenheim.
  - Peter Leonard von Hanxeler heiratet Margaretha von Hammerstein zu Burg.
    - Stefan von Hanxeler zu Burg (* 1568; † 26. Februar 1640), begraben in der Kreuzbrüderkirche zu Düsseldorf, heiratet Anna von Niederhoven.
      - Johan Dietrich von Hanxeler heiratet Gertrud von Norprath.
        - Johann Heinrich von Hanxler zu Keyenberg errichtete 1657 das eingestürzte Herrenhaus der Wasserburg von Keyenberg neu.[9]
- Johann von Hanxler heiratet Elisabeth von Heyden, dessen Tochter
  - Hedwig von Hanxler heiratet Gerhard I. von Palant

### Hanxlede zu Eisborn (erloschen)
Franz von Hanxleden zu Eisborn, ⚭ mit N. von Hoven (Von der Hoven?)
Barbara von Hanxleden, urk. 1534
Wittib von Hanxleden zu Eisborn (und Cort von Hanxleden zu Hanxleden)
Johann (II.) von Hanxleden zu Eisborn und Mellen († 1575), Sohn des Franz, 1. Ehe 1555 mit Alverade (Alberta) von Plettenberg, 2. Ehe 1567 mit Heimeke Anna/Hermanna von Berninghausen zu Eickelborn, urk. 1544–1575, erwirbt 1560 den Zehnt zu Volkringhausen von Jürgen von Werminghaus
- Agniesen von Hanxleden Ehe vor 1573 N. von Wrede zu Melschede
- Dietrich von Hanxleden zu Eisborn († vor 1588), Ehe 1580 mit Anna Walraben, Tochter des Franz Walraben / Walraven zum Grönenberg (Haus Gröneberg, Hamm) und der Maria Luenynges / Lüninges[12]
  - (Johan) Franz von Hanxleden zu Eisborn (* vor 1588; † 1652), 1. Ehe mit Elcke von der Wenge, 2. Ehe 1615 mit Mechtilde von Morrien; urk. 1608–1626, erhält 1626 Bestallung zum Hofmeister zu Hadamar des Grafen Johann Ludwig zu Nassau.[13] 1645 ist er an der Stiftung der Schule zu Balve beteiligt.[14]
    - Mechtilde Sophie von Hanxleden zu Eisborn (* 1625), Tochter von Johan Franz und Mechtilde, 1638 und 1642 Eheberedung mit Jobst Otto von Oer, ⚭ 1649 mit Wulf von Haxthausen zu Thienhausen (* 1620; † um 1675). Wulf von Haxthausen wird vom Kölner Domkapitel mit Eisborn samt Binolen und Volkringhausen belehnt.
- Elisabeth von Hanxleden († 1630), war wohl (Halb-)Schwester von Dietrich. Sie wurde 1593 mit Herman Rump verheiratet.[15] Sie versuchte, bis zum Tode ihres Mannes Herman im Jahre 1618 auch mit diesem gemeinsam, in mehreren juristischen Auseinandersetzungen (1602, 1618 und 1825), an ihr Erbe zu gelangen.[16] Erst 1620 verkaufte ihr Neffe (Johan) Franz zu diesem Zweck zwei Höfe, den Schulten-Hof zu Volkringhausen und den Bentzeler-Hof zu Binolen an Johann Wulff, kurfürstlicher Richter zu Menden.[17] Bis 1630 wird sie in Dokumenten des Hauses Eisborn als Witwe geführt. Ihr Mann Herman Rump hatte offenbar das überschuldete Rump'sche Erbe, Haus Valbert und Freistuhlgericht Oedingen, ausschlagen müssen. So fiel es an seine Nichte oder Schwester, Elisabeth, geb. Rump, welche es am 4. März 1601 in die Ehe mit Johann von Lintelo aus dem Adelsgeschlecht Lintelo einbrachte.
  - Herman Rump der Jüngere. Nach dem Tod von Johan von Lintelo am 30. Januar 1628 versuchte Herman Rump der Jüngere, offenbar ihr Sohn, gegen Tiemann Dietrich von Lintelo das halbe Freistuhlgericht Oedingen heraus zu klagen. Am 16. Juni 1635 wurde Tiemann Dietrich von Lintelo auf Haus Valbert, nach Archivhinweisen unter Leitung von Graf Ludwig Heinrich von Nassau-Dillenburg, dem Neffen des oben genannten Grafen Johann Ludwig zu Nassau, bei dem (Johan) Franz von Hanxleben Hofmeister war, ermordet. Bis zum heutigen Tage wird u. a. ein Racheakt vermutet. Die Witwe von Lintelo verzichtete daraufhin zu Gunsten des Herman Rump d. J. auf alle Ansprüche an dem Freistuhlgericht. Um die Umstände des Mordes entwickelte sich die Legende von der Zauberhose des Obristen von Lintloe, welche auch davon spricht, dass Verwandte in den Mord verwickelt waren.
  - Anna Rump, ⚭ mit Franz Albert von Brüninghausen, Kapitänleutnant

Franz von Hanxler urk. 1621

### Hanxler zu Gangelt (Auszug)
Godard oder Gottfried von Hanxler († um 1530), Sohn des Johann von Hanxlede zu Eisborn, erwarb 1503 Amt Millen von Wilhelm Herzog von Jülich und Berg.
Franz von Hanxler/Hansseler († 1. Februar 1561), 1542 Herr der Freiherrlichkeit zu Herstal und Amtmann zu Millen, wohnhaft auf der Burg zu Gangelt, heiratete Agnes von dem Bongart.
Franz Ernst von Hanxleden († 27. Oktober 1609) war Herr zu Gangelt.
Wilhelm von Hanxleden war 1641 Amtmann und Ortsherr zu Gangelt.

## Wappen

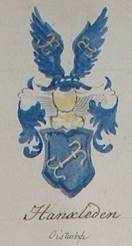

Das Wappen zeigt in Blau einen schrägrechts liegenden vierarmigen goldenen Maueranker, dessen Enden in Schlangenköpfen ausgehen. Auf dem Helm mit blau-goldenen Decken ein offener, wie der Schild belegter offener Flug.

## Weitere Namensträger

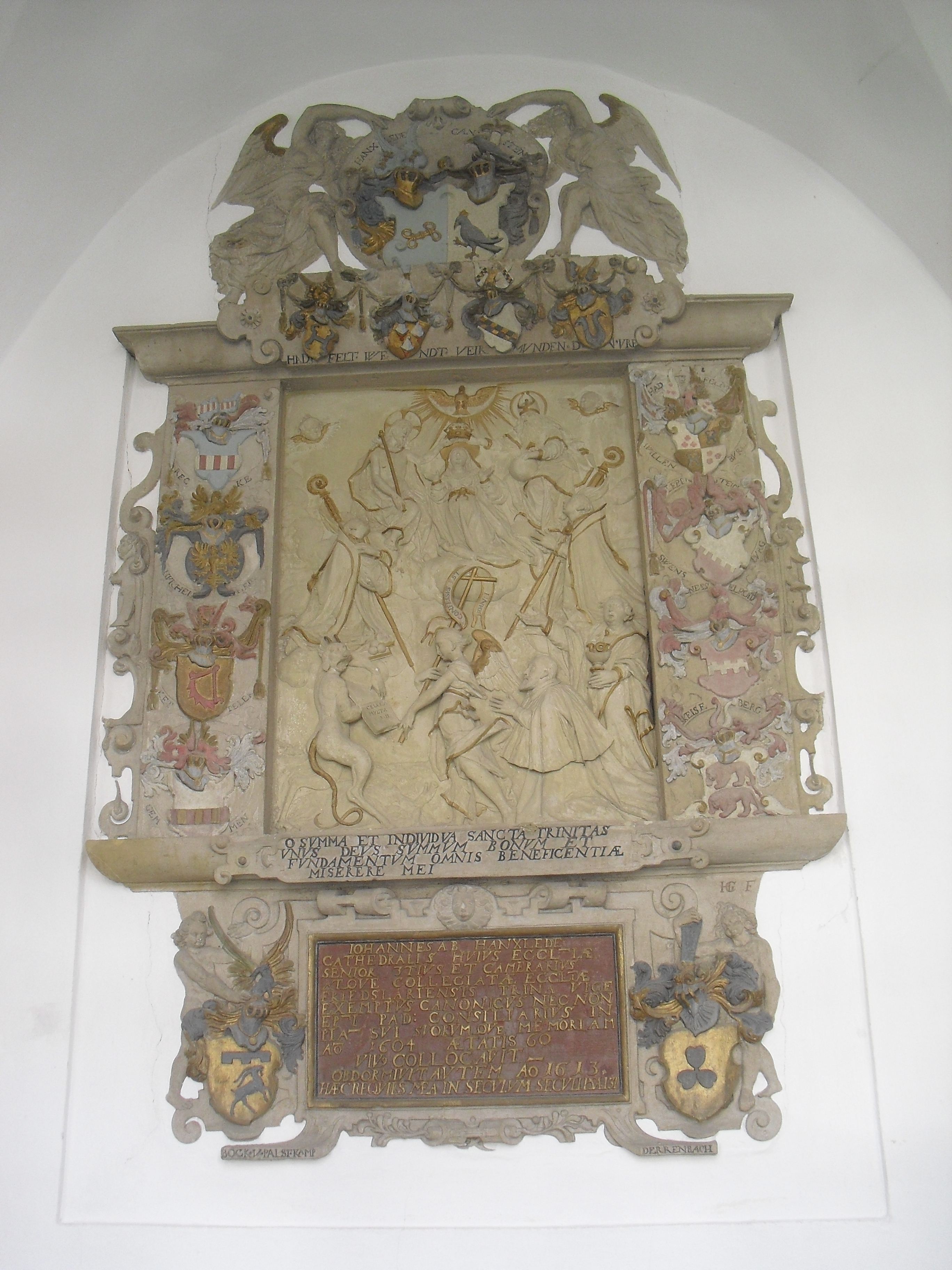
Epitaph des Johann von Hanxleden im Paderborner Dom

- Johann von Hanxleden (1544–1613), Domkämmerer in Paderborn[23], ein Epitaph des Bildhauers Heinrich Gröninger von 1604 findet sich im Paderborner Dom
- Johann Ernst von Hanxleden (1681–1732), Jesuit, Missionar in Indien, Philologe und Sanskritforscher
- Franz Christoph von Hanxleden (1700–1770), Domherr in Münster und Minden
- Hermann Caspar von Hanxleden (1700–1760), Domherr in Münster und Minden
- Leopold von Hanxleden (1736–1790), Domherr in Münster
- Theodor Freiherr von Hanxleden, 1747 kaiserlicher Kammerherr[24]
- Leopold von Hanxleden, 1790 Domherr in Passau, Besitzer des Jagdschlosses Haidenhof Nord
- Wilhelm Theodor Arnold von Hanxleden (1789–1869), waldeckischer Landtagspräsident
- Ludwig von Hanxleden, 1864–1884 Bürgermeister der Stadt Korbach
- Wilhelm von Hanxleden (1854–1925), 1898–1903 Bürgermeister der Stadt Korbach
- Reinhard von Hanxleden (* 1963), Informatiker, Hochschullehrer an der Universität Kiel

## Nachweise
1. ↑  Urkundenbuch zur Landes- und Rechtsgeschichte des Herzogtums Westfalen von Joh. Seibertz, Bd. III, S. 480
2. ↑  Johann Diederich von Steinen: Westphälische Geschichte, Band 2. Meyer, 1755, S. 1497
3. ↑  Nyle ist ein alter Name für den heutigen Stadtteil Maasniel der Stadt Roermond, vgl. Regesten der Stadt Roermond, Index, S. 253 (Memento des Originals vom 30. Juni 2015 im Internet Archive)  Info: Der Archivlink wurde automatisch eingesetzt und noch nicht geprüft. Bitte prüfe Original- und Archivlink gemäß Anleitung und entferne dann diesen Hinweis. und „De naam Maasniel schreef men in vroegere tijden ‚Nyle‘ en later Maasniel ter onderscheiding van het dorp Waldniel in Pruisen“, dt.: „Den Namen Maasniel schrieb man in früheren Zeiten ‚Nyle‘ und später Maasniel, um es von dem Dorf Waldniel in Preußen zu unterscheiden“ in: De Nieuwe Koerier. Provinziale en Roermondsche Courant. Jg. 1, Nr. 34 vom 22. März 1888, S. 4
4. ↑  Otto Knoche: Der freie Grund. In: Sauerland. Zeitschrift des Sauerländer Heimatbundes 2/2009 S. 72
5. ↑  Webseite Ostwig (Memento vom 8. April 2007 im Internet Archive)
6. ↑  Zeitschrift des Aachener Geschichtsvereins 15, S. 283, Nr. 46
7. ↑  Beiträge zur Genealogie der adligen Geschlechter 5 (Strange)/063
8. ↑  Markus Westphal: Burg Keyenberg in der wissenschaftlichen Datenbank „EBIDAT“ des Europäischen Burgeninstituts, abgerufen am 12. September 2016.
9. ↑  Johann-Diederich von Steinen: Westphälische Geschichte mit vielen Kupfern, Bände 1-2. S. 1184ff. Verzeichnis der Ritterschaft im Herzogtum Engern und Westphalen, nach 1577, vor 1598
10. ↑  Archivierte Kopie (Memento des Originals vom 22. Juni 2015 im Internet Archive)  Info: Der Archivlink wurde automatisch eingesetzt und noch nicht geprüft. Bitte prüfe Original- und Archivlink gemäß Anleitung und entferne dann diesen Hinweis.
11. ↑  Archivierte Kopie (Memento des Originals vom 21. Juni 2015 im Internet Archive)  Info: Der Archivlink wurde automatisch eingesetzt und noch nicht geprüft. Bitte prüfe Original- und Archivlink gemäß Anleitung und entferne dann diesen Hinweis.
12. ↑  Archivierte Kopie (Memento des Originals vom 1. Juli 2015 im Internet Archive)  Info: Der Archivlink wurde automatisch eingesetzt und noch nicht geprüft. Bitte prüfe Original- und Archivlink gemäß Anleitung und entferne dann diesen Hinweis.
13. ↑  „Vergleich über den Brautschatz zwischen Elisabeth geb. v. Hanxleden, Frau des Herman Rump, und der Annen geb. v. Walraben, Witwe des Dietrich v. Hanxleden zu Eisborn (1593)“ Archivierte Kopie (Memento des Originals vom 22. Juni 2015 im Internet Archive)  Info: Der Archivlink wurde automatisch eingesetzt und noch nicht geprüft. Bitte prüfe Original- und Archivlink gemäß Anleitung und entferne dann diesen Hinweis.
14. ↑  Archivierte Kopie (Memento des Originals vom 1. Juli 2015 im Internet Archive)  Info: Der Archivlink wurde automatisch eingesetzt und noch nicht geprüft. Bitte prüfe Original- und Archivlink gemäß Anleitung und entferne dann diesen Hinweis.
15. ↑  Archivierte Kopie (Memento des Originals vom 1. Juli 2015 im Internet Archive)  Info: Der Archivlink wurde automatisch eingesetzt und noch nicht geprüft. Bitte prüfe Original- und Archivlink gemäß Anleitung und entferne dann diesen Hinweis.
16. ↑  „Godard von Hanxeler, Sohn Johanns von Haenßler im Herzogtum Berg (wo diese Familie schon seit dem Jahre Christi 1300, ja sogar seit den Zeiten Karls des Großen berühmt ist) und Katharina von Meutzingen, empfing im Jahre 1503 am Dreikönigefest von Herzog Wilhelm von Jülich das Gebiet von Millen zum Unterpfand gegen 5500 Goldgulden unter gewissen Bedingungen“, siehe Annales Gangeltes, S. 206, Nr. 7
17. ↑  Annales Gangeltes, abgerufen am 20. Juni 2015
18. ↑  Landtagsakten von Jülich-Berg 1400-1610, Volume 1, S. 387, Anm. 2
19. ↑  Grabrede und Chronogramm, Annales Gangeltes, abgerufen am 20. Juni 2015
20. ↑  Eugen Franke: Heinrich Gröninger, der Bildhauer zur Zeit der Gegenreformation m Paderborn. S. 17 (lwl.org [PDF]).
21. ↑  Staats-Relation Derer neuesten Europäischen Nachrichten und Begebenheiten. Neubauer, Regensburg, Jg. 1747, Nr. 11 vom 13. März, S. 282.